# بينت هاوس
بينت هاوس (بالإنجليزية: Penthouse)‏ هي مجلة موجهة للرجال أنشأها بوب غوتشيواني في عام 1965.

## وصلات خارجية
- الموقع الرسمي